# Черных, Надежда Всеволодовна
Надежда Всеволодовна Черных (литературный псевдоним Надя Делаланд, род. 2 января 1977 года, Ростов-на-Дону) — русский поэт и филолог, литературный критик, психолог, арт-терапевт, кандидат филологических наук. Автор пятнадцати поэтических книг. Член Союза российских писателей и Южнорусского союза писателей

## Биография
Надежда Черных (Надя Делаланд) родилась 2 января 1977 года в Ростове-на-Дону. В 1998 году окончила филологический факультет Ростовского государственного университета. В 2003 году окончила аспирантуру Ростовского госуниверситета.
С 2006-го по 2009 год — сотрудник ЮФУ, преподаватель латинского языка, курса введения в языкознание и спецкурса по языку М. Цветаевой. С ноября 2009 года — докторант Санкт-Петербургского госуниверситета (факультет филологии и искусств).
Работала куратором литературных мероприятий при библиотеке им. А. Ахматовой (Домодедово). Вела на домодедовском телевидении рубрику «Новинки библиотеки» и «Уголок филолога» в газете «Призыв» (Домодедово). Арт-терапевт в психиатрической клинике «Преображение» (Москва). Член жюри поэтических премий (в том числе, премии «Поэмбук», премии «Стихи со знаком +», интернет-конкурса «Кубок Балтии по русской поэзии», фестиваля «Дорога к Храму» член экспертного жюри «Вечерних стихов» номинатор Прокошинской премии, член жюри фестиваля «Возьмемся за руки, друзья» и др.)
Писать стихи Надежда Черных начала в шесть лет.
Автор поэтических книг и публикаций в периодике (в том числе в журналах «Дружба народов», «Арион», «Нева», «Новая юность», «Просодия», «Звезда», «Волга», «Сибирские огни», «Литературная учёба», «Вопросы литературы» и др.), лауреат литературных фестивалей и конкурсов.

#### Участие в конкурсах и премиях
Лауреат Волошинского конкурса-2023 в номинации «Для этих слов тесна моя гортань» от журнала «Фома», шорт-листер премии «Данко»-2023 с рассказом «Разносчик роллов», шорт-листер премии «Русский Гофман»-2023, шорт-листер премии «Славянская лира»-2023, лауреат премии «Антоновка»-2023 в поэтической номинации (3 место), шорт-листер премии «Новые горизонты» 2021 с романом «Рассказы пьяного просода».
Шорт-листер премии Иннокентия Анненского 2021 в номинациях Поэзия и Драматургия, лауреат премии «Московский наблюдатель» (2017), шортлистер премии им. Фазиля Искандера в номинации «Поэзия» (2020), лауреат (3 место) премии «Антоновка» в номинации «Поэзия» (Москва, 2020), шортлистер премии «Антоновка» в номинации «Критика» (Москва, 2020), лонглистер премии НОС с романом «Рассказы пьяного просода» (Москва, 2020), лонглистер премии Искандера (Москва, 2021), победитель премии МайПрайз (Москва, 2019), лауреат премии «12» (Москва, 2019), победитель премии Кыштым-2019, шорт-листер премии «Антоновка» в номинации «Драматургия» (Москва, 2019), шорт-листер и дипломант премии Иннокентия Анненского в номинации «Проза» (2019), победитель поэтической эстафеты «Вечерние стихи. Финал бессмертных» (Москва, 2014), победитель Волошинского конкурса «При жизни быть не книжкой, а тетрадкой» (интернет-голосование), шорт-листер Волошинской премии, лауреат премии «Поэт года» в основной номинации (Москва, 2014), Гран-при международного поэтического конкурса «Дорога к Храму» (Иерусалим, 2014), победитель Чемпионата Балтии по русской поэзии (2015) и др.).
Шорт-листер премии «Гулливер» — 2014. Лонг-листер конкурса И. Бродского — 2014, Лонг-листер премии «Дебют». Лауреат поэтического интернет-конкурса «Золотая осень» (в номинации «Точка зрения», Смоленск, 2004), шорт-листер премии имени Астафьева (Красноярск, 2005), лауреат премии Ростовского фестиваля поэзии (Ростов-на-Дону, 2002), стипендиат Министерства культуры РФ (Москва, 2004), губернаторской премии (Ростов-на-Дону, 2008, 2011), международного поэтического конкурса «Серебряный Стрелец» — спецпремии «Серебряный голос» (Лос-Анджелес — Киев — Трускавец, 2008), финалист «Илья-премии» (Москва, 2003). Участница Второго, Четвёртого и Восьмого форумов молодых писателей России (Москва — Липки, 2002, 2004, 2008).

#### Проза
Дебютный роман Нади Делаланд «Рассказы пьяного просода» вышел в двух издательствах, был замечен критиками и современными писателями, вошёл в лонг-листы известных премий — «Нос», «Ясная поляна», премии им. Фазиля Искандера и в шорт-лист премии «Новые горизонты» (номинировала Галина Юзефович). Предисловие к роману, вышедшему в издательстве «Эксмо», написал Алексей Сальников.

## Критики и писатели о «Рассказах пьяного просода»
Надя Делаланд в первую очередь поэт, и это отчётливо видно в ткани её текста: причудливый темп повествования, неожиданные метафоры, сложная ритмическая структура фразы. И тем не менее, «Рассказы пьяного просода» — это стопроцентная проза, объединяющая в себе сюжет, историю («рассказывать истории — мое любимое время суток» говорит одна из героинь) с идеально уместной интонацией, одновременно нежной и ироничной.— Галина Юзефович, номинация на премию «Новые горизонты».

Подслушанные Надей Делаланд рассказы таинственного и безымянного «пьяного просода» (за «опьянение» его собеседница, древнегреческая девочка, таинственным образом соименная главной героине представленного на этот же конкурс Водолазкина — Ксения, — принимает изменённое состояние сознания, входя в которое, этот медиум между пластами и потоками реальности рассказывает ей свои истории), помимо чисто литературных своих достоинств, представляют нам ни больше ни меньше как оригинальную авторскую онтологию: версию об устройстве реальности, о природе жизни, смерти и времени, о связях между людьми и между разными временами, — которые почти не улавливаются заготовленными представлениями об этих предметах.— Ольга Балла

Изящная и трогательная проза Нади Делаланд читается легко и запоминается надолго, как первый танец с любимым человеком— Соломон Волков

«Рассказы пьяного просода» — это мистика или заковыристая выдумка, литературное баловство или дневник галюцинаций, оккультный эпатаж или реализм наизнанку? В малых дозах — есть всего понемногу, в целом — ни одно из перечисленных определений не может считаться однозначным, как клише. Эти рассказы, объединённые в сборник поэтом, а после выхода данной книги, ещё и прозаиком, Надей Делаланд, отражают своеобразие её признаний о планах мировоззрения, не имеющих традиционных аналогов.— Владислав Китик «Не верю, что мы смертны» Знамя № 10, 2020

Книга получилась похожей на дом: в нём интересно жить, бродить по лабиринтам комнат. Потому что, несмотря на то, что каждый «рассказ» имеет конкретный (порой реалистичный, но чаще с элементами визионерства и мистики) сюжет, все вместе — непредсказуемое и завораживающее путешествие внутри сознания автора.— Елена Семёнова «Пять книг недели» НГ-Экслибрис

## Произведения Нади Делаланд

### Поэтические книги
- Стихи. — Ростов н/Д: Самиздат, 1998.
- Угу. Стихи. — Ростов н/Д: изд-во журнала «Дон», 1999.
- Это Вам, доктор! Стихи. — Изд-во журнала «Дон», 2000.
- Глаз сквозь прутья и нос. — Ростов н/Д: Самиздат, 2001
- Борода. — Ростов н/Д: Самиздат, 2002
- Кизяк местных яков. Стихи. — М.: Интел-принт, 2002.
- Эрос, танатос, логос… Стихи. — М.: ОГИ, 2005.
- абвгд и т. д. Стихи. — М.: ОГИ, 2007.
- На правах рукописи. Стихи. — Киев: 2009.
- Писаная торба. Стихи. — Таганрог: изд-во «Нюанс», 2010.
- Сон на краю. Стихи. — Москва: «Воймега», 2014.
- Сезонные раскопки акведука. — Таганрог: «Нюанс», 2015.
- Нужное подчеркнуть. — Москва: «Союз Писателей», 2016.
- Мой папа был стекольщик. — Москва: «Стеклограф», 2019.
- Голоса в голове. — Москва, «Делаландия», 2023.

### Детские книги
- «Нина Искренко». Серия «Женская история для детей», 2020

### Проза
- «Рассказы пьяного просода». «Стеклограф», 2020
- «Мои 10 правил на карантине. Сборник», АСТ, 2020
- Татьяна Хабенская «Мой адмирал», АСТ, 2021. Авторизованная биография Константина Хабенского (Литературный редактор)

### Драматургия
- «Один человек. Пьесы», — М.: ИЦ Издательские технологии, 2022. Предисловие Алексея Макушинского

## Научные публикации
- Черных Н. В. Суггестивность верлибра (на материале поэзии В. Строчкова) /статья/ Известия Южного федерального университета. — № 3. — Ростов-на-Дону: ЮФУ. — 2009 — С. 66—82.
- Черных Н. В. Роль изменённых состояний сознания при принятии решений в менеджменте (в соавторстве с Неизвестным С. И.) Часть 1 / статья/ Управление проектами и программами, 2012, № 1. — с. 56—65.
- Черных Н. В. Роль изменённых состояний сознания при принятии решений в менеджменте (в соавторстве с Неизвестным С. И.) Часть 1 / статья/ Управление проектами и программами, 2012, № 2. — с. 114—122.
- Черных Н. В. Речевое дыхание при актёрском и поэтическом чтении стихотворного текста /статья/ Известия Высших учебных заведений. Северо-Кавказский регион. Общественные науки, 2012, № 1. — С. 112—116.